# مساجد الخسكية بتركيا

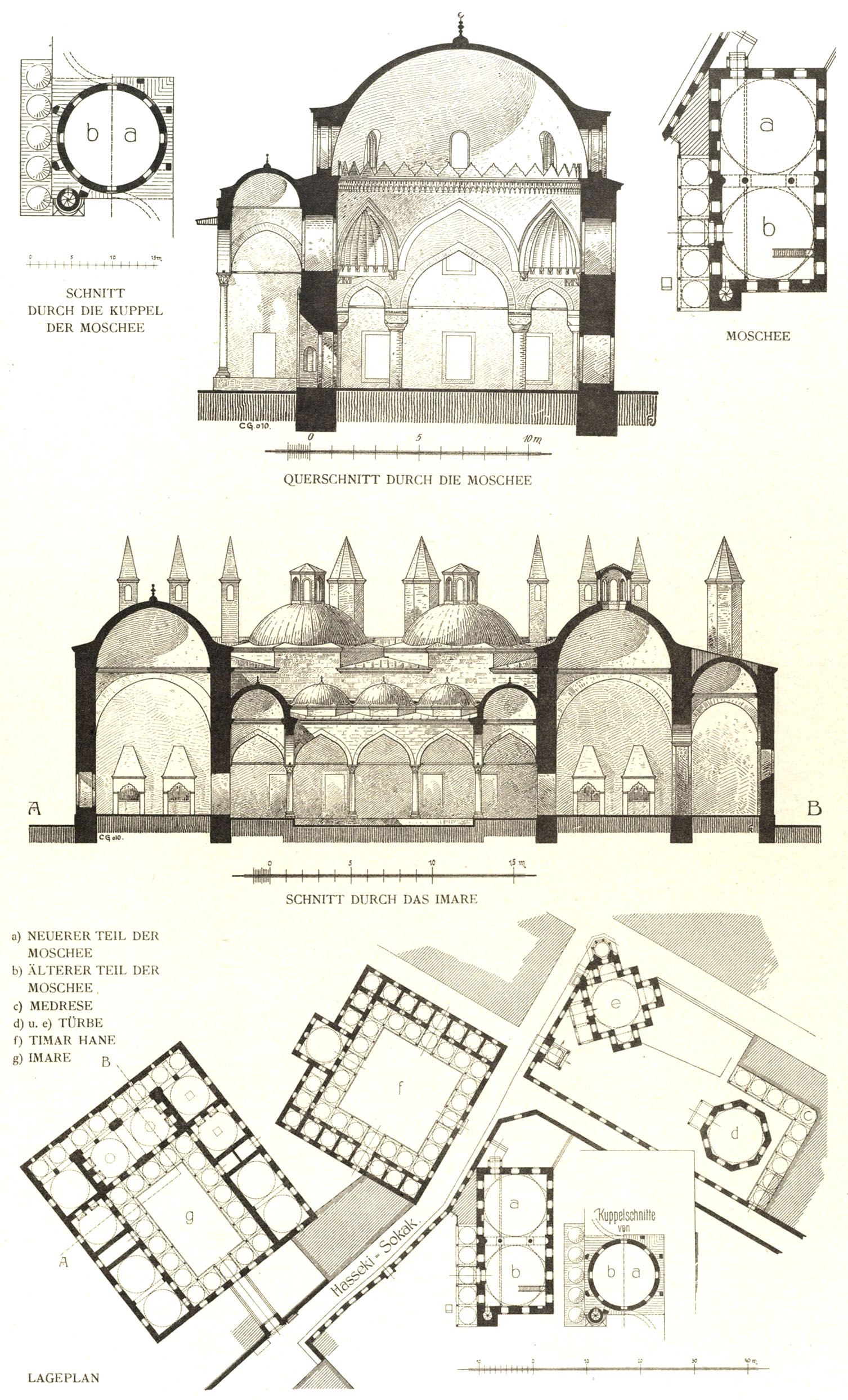
Elevations and plans published by Cornelius Gurlitt in 1912

مجمع مسجد الخاسكية - الخسكية - الخاصكي (بالعربية) وخاصكي سلطان بالتركية
(تركية: Haseki Hürrem Sultan Külliyesi) 
 (أيضا مجمع زوجة السلطان)  بني في القرن ال16 مجمع المسجد العثماني في حي الفاتح في إسطنبول، تركيا. وكان هذا أول مشروع الملكي الذي صممه المهندس المعماري الإمبراطوري معمار سنان.

## تاريخة
تم إنشاء المسجد بامر من زوجة السلطان، زوجة السلطان العثماني سليمان القانوني. قد تزوجت من السلطان حول 1534 وربما تستخدم مهرها لتمويل المشروع. وقد صممت هذه المباني من قبل المهندس المعماري معمار سنان. وكان هذا أول مشروعه الإمبراطوري وأنه من الممكن أن بعض عناصر تم التخطيط لها من قبل سلفه.   
المجمع يحتوي على مسجد الجمعة، حساء مطبخ (يقع مطعم الفقراء)، ومدرسة، والمدرسة الابتدائية (mektep) ومستشفى (المشفى). تم بناء مجمع كبير في عدة مراحل على جانبي شارع ضيق. وقد تم الانتهاء من مسجد في 1538-1539 (ه 945)، تم الانتهاء من المدرسة بعد سنة في 1539-1540 (ه 946) والحساء مطبخ في 1540-1541 (ه 947). لم يكتمل المستشفى حتى 1550-1551 (ه 957)

## الوصف
تم بناء المسجد بسيط بالتناوب مع دورات من الحجر والطوب وله مئذنة وحيدة. الرواق لدية خمسة عقود مع خمس قباب صغيرة بدعم من ستة أعمدة رخامية رقيقة. في الأصل كانت مغطاة قاعة الصلاة قبة واحدة يبلغ قطرها 11.3 مترا. في 1612-1613، في عهد أحمد الأول، وكان المسجد الموسع لاستيعاب زيادة المصلين. وأضيف القبة الثانية وتضاعف قاعة الصلاة في الحجم. زخارف مرسومة على القبة ليست أصلية. وخلافا للمدرسة والحساء مطبخ، المسجد يفتقر إلى أي الحبل اليابس الكاملة cuerda سيكا البلاط العمل.
المستشفى لديه فناء مثمنة وهو المبنى الوحيد في المجمع مع بناء حجر مربع للبناء. نقش الحجر المنحوت فوق المدخل من الشارع هو قطعة تأريخ باللغة التركية إعطاء تاريخ الإنشاء. وعلى شكل حرف U المدرسة حول فناء مركزي مع 16 خلايا صغيرة وقاعة محاضرات. يتم ترتيب مطبخ الحساء أيضا حول فناء. في مجال الطبخ في الطرف الشمالي من أربعة المداخن مثمنة. يوضح كتاب حساب الباقين على قيد الحياة أن هناك والقرميد في الأصل لوحات نظارة فوق ستة من النوافذ.
تم ترميم المجمع خلال سنة 2010-2012